# Чемелки

Чемелки — река в России, протекает в Даровском районе Кировской области. Устье реки находится в 186 км по правому берегу реки Молома. Длина реки составляет 12 км.
Исток реки у деревни Морозовская (Лузянское сельское поселение) в 55 км к северо-западу от посёлка Даровской. Река течёт на юго-восток, протекает деревни Заметалово-2, Гремячевская. Впадает в Молому у деревни Мачехонская (все — Лузянское сельское поселение).

## Данные водного реестра
По данным государственного водного реестра России относится к Камскому бассейновому округу, водохозяйственный участок реки — Вятка от города Киров до города Котельнич, речной подбассейн реки — Вятка. Речной бассейн реки — Кама.
По данным геоинформационной системы водохозяйственного районирования территории РФ, подготовленной Федеральным агентством водных ресурсов:
- Код водного объекта в государственном водном реестре — 10010300312111100035546
- Код по гидрологической изученности (ГИ) — 111103554
- Код бассейна — 10.01.03.003
- Номер тома по ГИ — 11
- Выпуск по ГИ — 1